# جيمس كرافين
جيمس كرافين (بالإنجليزية: James Craven)‏ هو ممثل أمريكي، ولد في 2 أكتوبر 1892 في الولايات المتحدة، وتوفي في 29 يونيو 1955 بلوس أنجلوس في الولايات المتحدة.

## وصلات خارجية
- جيمس كرافين على موقع IMDb (الإنجليزية)
- جيمس كرافين على موقع قاعدة بيانات الفيلم (الإنجليزية)